# Raorchestes anili
Raorchestes anili é uma espécie de anfíbio da família Rhacophoridae. A espécie foi proposta em 2004 como "Philautus sp. nov. Kalpatta", sendo formalmente descrita em 2006. A espécie foi recombinada em 2009 para Pseudophilautus anili e em 2010 para Raorchestes anili.
É endémica da Índia, onde pode ser encontrada apenas no distrito de Wayanad, Kerala nos Gates Ocidentais. Os seus habitats naturais são: regiões subtropicais ou tropicais húmidas de alta altitude, jardins rurais, áreas urbanas e florestas secundárias altamente degradadas.